# Gemeine Schmerwurz

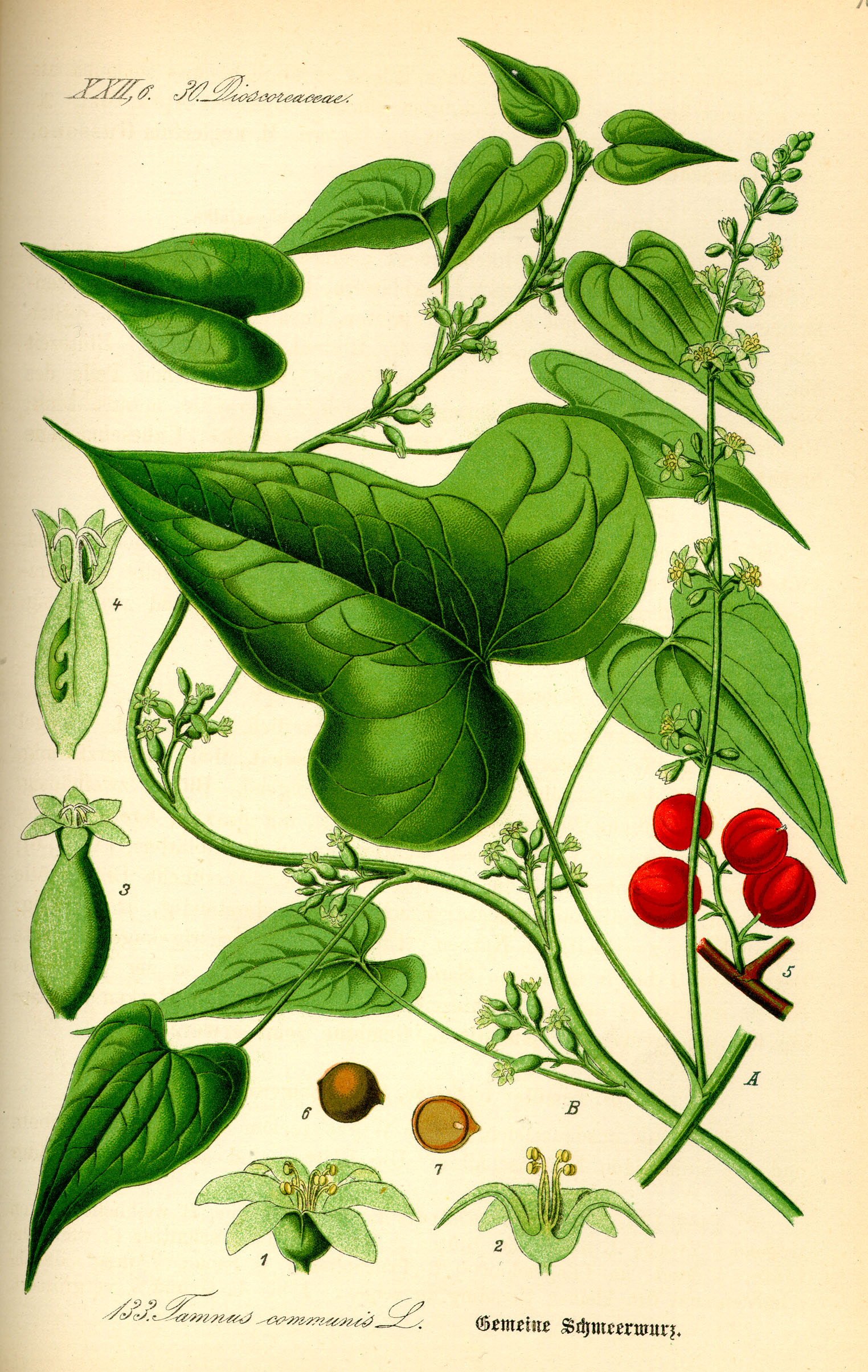
Schmerwurz (Dioscorea communis), Illustration

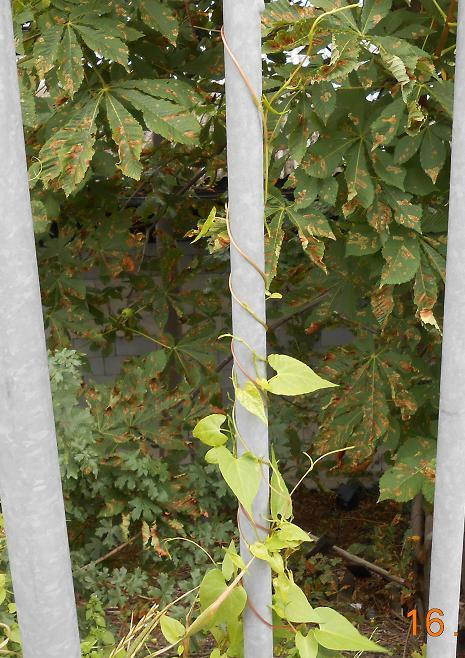
Schmerwurz, Rechtswinder, linksgängige Helix

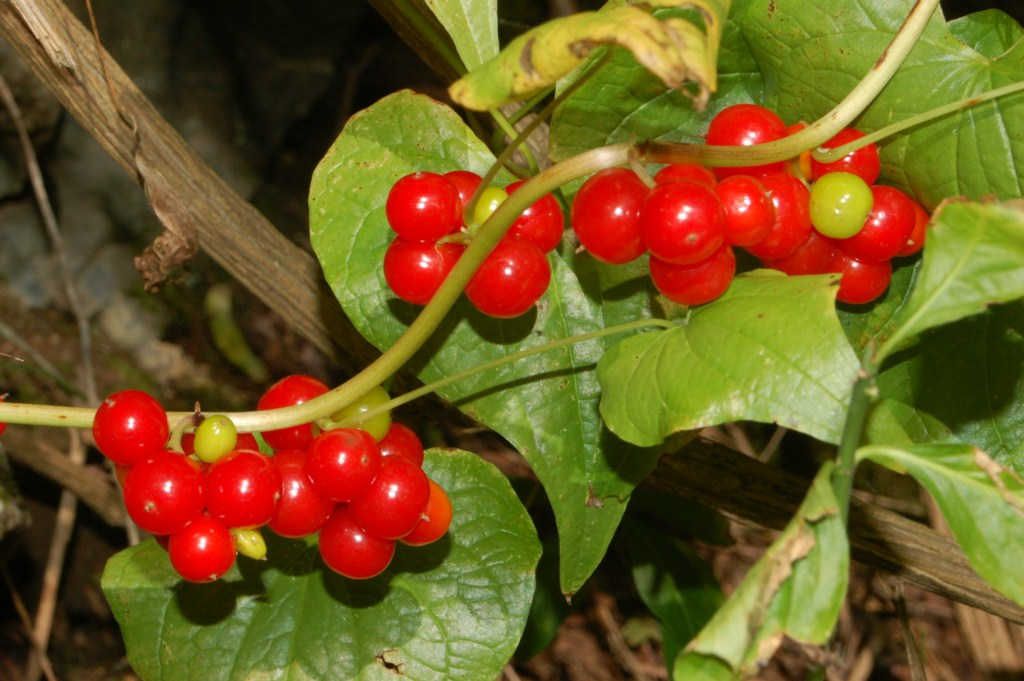
Schmerwurz, fruchtende weibliche Pflanze

Die Gemeine Schmerwurz (Dioscorea communis, Synonym: Tamus communis L.) ist eine Pflanzenart aus der Familie der Yamswurzelgewächse (Dioscoreaceae). Der Trivialname leitet sich von mittelhochdeutsch S(ch)mer (‚Fette‘) ab, für die schleimigen, schmierigen Wurzeln. Weitere Bezeichnungen sind Echte Schmerwurz, Gewöhnliche Schmerwurz, Schmerzwurz, Stickwurz, Feuerwurzel.

## Beschreibung
Es sind zweihäusig getrenntgeschlechtige (diözische), einkeimblättrige Pflanzen mit unterirdischen Knollen. Die Stängel werden bis zu 4 Metern lang. Sie sind gestreift, kahl und manchmal verzweigt. 
Die zugespitzten Laubblätter sind ungeteilt, wechselständig, mit langem Blattstiel, pfeil- bis herzförmig, etwa 8–15(–20) cm lang und 4–11(–16) cm breit, ganzrandig, lang zugespitzt, dunkelgrün und glänzend, mit 3–9 bogig verlaufenden Nerven, aber von netznerviger Verzweigung. Selten kommen auch dreilappig-spießförmige Blätter vor. Solche Exemplare wurden von Carl von Linné Tamus cretica genannt, doch kommt ihnen höchstens der Rang einer Varietät zu. Am Grunde des Blattstiels treten hakenförmige, feste Gebilde auf, die zum Anklammern dienen und wahrscheinlich umgebildete Nebenblätter sind. Die rechtswindende Kletterpflanze trägt von Mai bis Juni entweder männliche oder weibliche Blüten. 
Die Blütenstände sind achselständige Trauben, die weiblichen sind kleiner. Die eingeschlechtlichen, gestielten Blüten sind dreizählig, grün-gelb und etwa 3–6 mm groß. Die Blütenhülle der männlichen Blüten ist urnenförmig-glockig mit sechs fast gleichen Zipfeln. Sie enthalten 6 Staubblätter und einen reduzierten Pistillode. Die Blütenhülle der weiblichen Blüten besteht aus sechs schmalen, kleinen Zipfeln. Dazu gehört der unterständige Fruchtknoten mit einem kurzen, dreiästigen Griffel, Staminodien können vorkommen. 
Die Früchte sind rote, selten gelbliche, rundliche, wenigsamige Beeren, die 10–12 mm im Durchmesser sind und bis zu 6 Samen enthalten. Die kleinen Samen sind kugelig.
Die Chromosomenzahl beträgt 2n = 48.

## Vorkommen
Die Gemeine Schmerwurz ist die einzige auch in Mitteleuropa vorkommende Art dieser Familie, z. B. in Süddeutschland (Oberrhein, Hochrhein, Bodensee). Das Verbreitungsgebiet umfasst Makaronesien, Nordafrika, Westeuropa und reicht vom Mittelmeerraum bis Iran.
Die Schmerwurz wächst an Rändern von Laubwäldern, in Hecken und Gebüschen auf frischen und nährstoffreichen Böden, wo sie eine Höhe von bis zu drei Metern erreicht. 
Sie ist eine Charakterart der Ordnung Prunetalia, kommt aber auch in Gesellschaften der Verbände Alno-Ulmion oder Tilio-Acerion und im Mittelmeergebiet auch im Verband Pruno-Rubion ulmifolii vor.
Die ökologischen Zeigerwerte nach Landolt & al. 2010 sind in der Schweiz: Feuchtezahl F = 3+ (feucht), Lichtzahl L = 3 (halbschattig), Reaktionszahl R = 4 (neutral bis basisch), Temperaturzahl T = 4+ (warm-kollin), Nährstoffzahl N = 3 (mäßig nährstoffarm bis mäßig nährstoffreich), Kontinentalitätszahl K = 2 (subozeanisch).

## Inhaltsstoffe
Wegen in den Pflanzenteilen enthaltener Saponine und Kalziumoxalat ist die Schmerwurz giftig. Beim Reiben des Safts  der Beeren oder der Wurzeln auf der Haut kann eine Hautreizung erzeugt werden, die durch winzige Oxalatkristalle und Histamin im Saft hervorgerufen wird. Die Wurzel enthält weiterhin Phenanthren-Derivate und die Glykoside Dioscin und Gracillin sowie deren Abkömmlinge. In einer Laborstudie gab es Hinweise auf entzündungshemmende Wirkung des Wurzelsafts.
In der Volksheilkunde wurde die Pflanze früher u. a. gegen Rheuma und Prellungen verwendet, daher auch die französische Bezeichnung „herbe aux femmes battues“ („Kraut der geschlagenen Frauen“). Heute spielt sie in der Homöopathie noch eine Rolle.